# Neesia altissima
Neesia altissima är en malvaväxtart som först beskrevs av Carl Ludwig von Blume, och fick sitt nu gällande namn av Carl Ludwig von Blume. Neesia altissima ingår i släktet Neesia och familjen malvaväxter. Inga underarter finns listade i Catalogue of Life.

## Bildgalleri

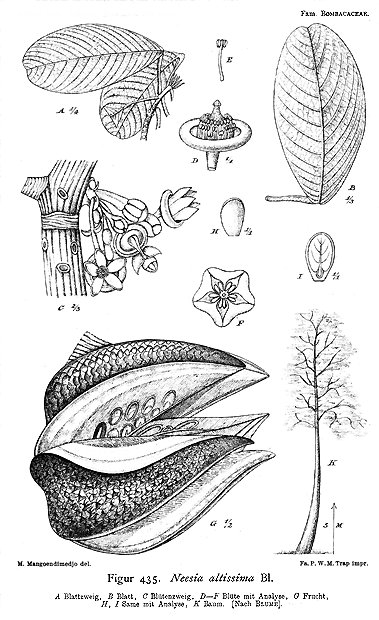